# Stamnodes djakonovi
Stamnodes djakonovi är en fjärilsart som beskrevs av Alphéraky 1916. Stamnodes djakonovi ingår i släktet Stamnodes och familjen mätare. Inga underarter finns listade i Catalogue of Life.